# Milica Markić
Milica Markić (ur. 1966 w Belgradzie) – serbska tłumaczka polskiej literatury.

## Życiorys
Urodziła się i mieszka w Belgradzie. Ukończyła polonistykę na Uniwersytecie w  Belgradzie. Po ukończeniu studiów pracowała w wydawnictwach Nolit i Clio oraz w bibliotece. Od 1995 roku zajmuje się tłumaczeniami, a od 2009 roku nie jest związana z żadnym wydawnictwem. W 2016 roku była nominowana do nagrody im. Miloša Đuricia.

## Tłumaczenia
Tłumaczy polską literaturę zarówno klasyczną jak i współczesną. Przetłumaczyła 8 książek Olgi Tokarczuk.
2019 – J. Drzewucki Chwila albo dwie (Časak ili dva), J. Fiedorczuk Grafikon
2018 – H. Poświatowska Wiersze wybrane (Izabrane pesme)
2017 -  O. Tokarczuk Księgi Jakubowe..(Knjige Jakovljeve iliti Dugo putovanje preko sedam granica, pet jezika i tri velike religije, ne rečunajući one male, o čemu pripovedaju počivši, a što je autorka nadopunila metodom konjekture, iz mnogovrsnih knjiga crpene, pride potkrepljene imaginacijom, najvećim prirodnim darom čevekovim)
2015 - A. Sapkowski Chrzest ognia (Vatreno krštenje), B. Schulz Sanatorium pod klepsydrą (Sanatorijum u senci peščanika), K. Varga Aleja Niepodległości (Aleja nezavisnosti)
2014 – O. Tokarczuk Prowadź swój pług przez kości umarłych (Vuci svoje ralo po kostima mrtvih),
2013 – W. Gombrowicz Trans‑Atlantyk (Transatlantik), O.Tokarczuk Prawiek i inne czasy (Pamtivek i druga doba), Szafa (Ormar), Znowu zaczynamy przypominać plemię (pet počinjemo da ličimo na pleme ), Jak wymyślić Heterotropię.Gra towarzyska (zmišljanje Heterotropije. Dru‑tvena igraK), K. Varga Trociny (Trunje), K. Wojtyła Miłość i odpowiedzialność (Ljubav i odgovornost),
2012 – A. Sapkowski Krew elfów (Krv vilenjaka), Czas pogardy (Wreme prezira),
2011 – W. Gombrowicz Pornografia, K. Varga Gulasz z Turula
2010 – O. Tokarczuk Bieguni (Beguni), A. Bursa Zabicie ciotki (Kako sam ubio svoju tetku)
2009 – A. Stasiuk Jadąc do Babadag